# Francesco Carassa
Francesco Carassa (Napoli, 7 marzo 1922 – Sestri Levante, 9 luglio 2006) è stato un ingegnere italiano.
Si è occupato di ponti radio, tra i primi in Italia, e di propagazione delle microonde, è stato rettore del Politecnico di Milano.

## Biografia
Compie i suoi studi presso il Politecnico di Torino e si laurea in Ingegneria industriale nel 1946. Dal 1962 titolare della cattedra di Comunicazioni elettriche al Politecnico di Milano e nominato nel 1998 professore emerito.
Inizia la sua attività nel 1947 presso i laboratori di ricerca della Magneti Marelli di cui è direttore dal 1956 al 1962.
Conduce esperimenti di avanguardia per le telecomunicazioni via satellite con il lancio del primo satellite italiano Sirio nel 1977.
Presidente del Consiglio dell'Agenzia Spaziale Europea (ESA) dal 1990 al 1993.
Rettore del Politecnico di Milano dal 1969 al 1972 durante gli anni della contestazione per il diritto allo studio. Tra i suoi titoli vi è anche l'incarico di Presidenza presso il centro di ricerca CSELT.
Ha ricevuto prestigiosi riconoscimenti nazionali e internazionali tra cui il Marconi Fellowship nel 1983.
È scomparso nel 2006 all'età di 84 anni

## Opere
- Francesco Carassa, Adaptive methods to counteract rain attenuation effects in the 20/30 GHz band, Space Communication Broadcasting 2 (1984): 253-269.
- Francesco Carassa, New satellite systems and higher frequency utilization, Alta Frequenza 56 (1987): 5-13.
- Francesco Carassa, Il sogno dei gigahertz, Vol. 202. Franco Angeli, 2002.